# Rokon
Rokon — производитель мотоциклов из Рочестера (штат Нью-Гэмпшир, США), который производит двухколесные полноприводные мотовездеходы

## История
Компания была основана Орла Ларсеном в Вермонте, чтобы продавать Nethercutt Trail-Breaker, мотоцикл с двумя ведущими колесами, изобретенный в 1958 году Чарли Феном. В 1964 Rokon Inc. купила права на производство Trail-Breaker и переехала в Нью-Гэмпшир, где продолжает свой бизнес до сих пор.

## Дизайн
Все модели Rokon оснащаются полным приводом на оба колеса. Через раму мотовездехода проложена центральная труба, в которой находится вал, с которого через кардан передается вращение на редуктор переднего привода, от него – цепью на колесо. Задний привод реализован классически: от коробки передач момент передается цепью на заднее колесо.
Используются моторы Kohler, рабочим объемом в 208 см³, мощностью 7-9 л.с.
На некоторые модели устанавливаются колесные диски, полые внутри, которые могут использоваться в качестве канистр для топлива, воды или других жидкостей. Пустые диски обеспечивают положительную плавучесть всей конструкции.

## Модели
- Trail-Breaker (базовая)
- Scout (упрощенная)
- Scout MTE (Military Tactical Edition) (армейская модификация)
- Ranger (дорожная)
- Mototractor (Trail-Breaker c грузовой корзиной, вместо сиденья пассажира)